# Życie, gra i śmierć Lula Mazreku
Życie, gra i śmierć Lula Mazreku (alb. Jeta, loja dhe vdekja e Lul Mazrekut) – powieść albańskiego pisarza Ismaila Kadare. Po raz pierwszy została wydana w roku 2002, przez wydawnictwo Onufri. Książka nie była tłumaczona na język polski.

## Fabuła
Akcja powieści rozgrywa się pod koniec lat 80. w komunistycznej Albanii. Bohaterem jest Lul Mazreku, aktor amator. W krótkim czasie udaje mu się zrealizować marzenie swojego życia - zagrać główną rolę na zawodowej scenie. W atmosferze podejrzliwości, panującej wówczas w Albanii niedługo cieszy się swoim sukcesem. Rzesza zazdrosnych i nieprzychylnych mu ludzi doprowadzi Mazreku do tragicznego końca.

## Wybrane tłumaczenia powieści
- 2002: Vie, jeu et mort de Lul Mazrek (franc. tłum. Tedi Papavrami), wyd. Paryż
- 2002: Vida, jogo e morte de Lul Mazrek (portug. tłum. Bernardo Joffily), wyd. São Paulo
- 2005: Vida, representación y muerte de Lul Mazreku (hiszp. tłum. Ramon Sánchez), wyd. Madryt
- 2006: Leven, spel en dood van Florian Mazrek (niderl. tłum. Roel Schuyt), wyd. Amsterdam
- 2006: Vita, avventure e morte di un attore (włos. tłum. Monica Fiorini), wyd. Mediolan
- 2015: Viața, jocul și moartea lui Lul Mazrek (rum. tłum. Marius Dobrescu), wyd. Bukareszt